# Allianz Trade
Allianz Trade, precedentemente Euler Hermes, è una compagnia di assicurazione del credito del gruppo Allianz, presente in cinque continenti e in oltre 50 paesi in tutto il mondo. Beneficia del rating AA da parte di Standard & Poor's e Aa3 da Moody’s (2016).
Euler Hermes conta più di 5.900 dipendenti in tutto il mondo (2016) e assicura transazioni commerciali per 883 miliardi di euro (2016). Detiene il 34% (2016) del mercato totale delle assicurazioni del credito a livello globale, quota che nel mercato italiano sale al 48% (2016), dati che la pongono come leader assoluto del mercato per fatturato, numero di clienti e di buyer assicurati.

## Attività
Le linee di business di seguito elencate sono supportate da una rete internazionale di esperti, una profonda conoscenza dei mercati ed il monitoraggio costante di una banca dati di oltre 40 milioni di società che permettono ad Euler Hermes di effettuare la preventiva valutazione del rischio dei partner commerciali delle Aziende assicurate. I suoi servizi sono rivolti a oltre 57.000 clienti tra multinazionali, società medio-grandi, piccole e medie imprese e microimprese.
Le sue principali attività sono:
- Assicurazione dei crediti a medio e breve termine: contro il rischio della perdita definitiva, totale o parziale del credito a causa di insolvenza del debitore. L’offerta viene dedicata alle piccole – medie – grandi imprese che operano sia nel mercato domestico che estero con dilazioni fino a 60 mesi;
- Cauzioni: propone garanzie e cauzioni per i mercati interni ed esteri; un’alternativa di finanziamento rispetto alle fidejussioni bancarie, che permette di svincolare la liquidità necessaria a perseguire lo sviluppo del proprio business ed alleggerire l’utilizzo delle linee di credito bancarie;
- Recupero crediti: servizi di recupero crediti a livello globale, in modo da supportare le aziende, sia clienti che non assicurate, attraverso soluzioni integrate di gestione del contenzioso e recupero dei crediti non pagati;
- Assicurazione della frode: protegge le aziende contro le frodi interne, esterne e informatiche e le loro conseguenze, indennizzando gli assicurati.

## Storia

### Fondazione e primi anni
Il 7 ottobre 1917 la Hermes Kreditversicherungsbank è stata fondata da Wilhelm Kisskalt e Emil Herzfelder, ed è stata la prima società tedesca di assicurazione del credito ad essere presente in tutte le aree dell’assicurazione del credito. Due mesi dopo, il 18 dicembre 1917, Hermes fu autorizzata dall’autorità tedesca di vigilanza imperiale per l’assicurazione privata.
Il 19 febbraio 1918 la società è stata registrata nel registro commerciale di Berlino.
Nel 1926, il Ministero tedesco dell'Economia stipulò un accordo sulle assicurazioni del credito all'esportazione con Hermes e Frankfurter Allgemeinen Versicherungs-AG (FAVAG). Entrambe le società dovevano emettere contratti di assicurazione del credito per le operazioni di esportazione con le società del settore privato.
La crisi finanziaria del 1929 ha avuto un forte impatto su diverse società di assicurazione del credito: tra queste la FAVAG, che crollò in quello stesso anno. FAVAG era, in quel momento, la seconda compagnia di assicurazioni composita dietro Allianz e il suo crollo ebbe effetti di vasta portata sull'assicurazione del credito in Germania. Questo permise a Hermes di assumere tutti i contratti di assicurazione del credito all'esportazione. Dopo gli anni della depressione (dal 1929 al 1932), Hermes ha sperimentato un periodo di sviluppo con un aumento dei premi e dei profitti.
Durante la seconda guerra mondiale, il governo ha assegnato a Hermes nuove missioni. La società ha assicurato gli importatori contro i rischi politici derivanti dalla guerra e altri rischi nell'attività di esportazione come garanzie del Reich tedesco. Ciò portò Hermes quasi alla bancarotta, ma i governi militari intervennero e ordinarono che nessuna corte poteva avviare un procedimento contro una compagnia di assicurazioni.

### Nascita di Euler Hermes
Nel 2002 si è concretizzata l'acquisizione di Hermes da parte del gruppo Allianz. Al fine di armonizzare i marchi del nuovo gruppo, tutte le società controllate adottano il nome Euler Hermes e un'unica identità visuale.
Euler Hermes è il risultato quindi di diverse evoluzioni nel corso del XX secolo. Euler Hermes ha deciso di svilupparsi innanzitutto a livello globale (con l’obiettivo di diventarne il leader di mercato), e di semplificare la struttura del gruppo. Ecco perché dal 2004 è iniziata una forte fase di espansione internazionale che ha portato il gruppo a stabilirsi in Asia, Medio Oriente e America Latina.
Tra il 2009 e il 2012 il gruppo ha provveduto ad una semplificazione della struttura del gruppo tramite alcuni progetti:
- 2009: Progetto One Euler Hermes. Euler Hermes adotta una nuova e più integrata organizzazione con l'obiettivo di meglio soddisfare le esigenze dei clienti;
- 2011: Progetto Blue Europe. Il progetto di ristrutturazione legale fonde 13 unità separate di Euler Hermes sotto un unico vettore di assicurazione a Bruxelles: Euler Hermes Europe;
- 2012: Lancio ufficiale Solunion, joint venture tra Euler Hermes e MAPFRE (società multinazionale spagnola che opera nel mercato assicurativo) per fornire soluzioni di assicurazione del credito commerciale in America Latina e in Spagna.

### Storia recente
Nel 2015 il Gruppo ha rafforzato la sua presenza in America Latina (attraverso la joint venture Solunion) con il lancio di operazioni a Panama, Perù e Uruguay. Nuove opportunità di crescita sono state create con l'apertura di uffici in Bulgaria e in Sudafrica. Il 2015 è stato anche segnato dal lancio della Digital Agency Euler Hermes, una struttura interna, che mira ad accelerare la trasformazione digitale di Euler Hermes.
Nel 2016 c’è stato il lancio di "Accelerate", un programma triennale di trasformazione aziendale che comprende iniziative sul ruolo centrale del cliente, la digitalizzazione, la meritocrazia inclusiva e l'eccellenza tecnica per affrontare le sfide future di un mondo in rapida evoluzione. Euler Hermes ha creato nuove partnership con Moody's per fornire servizi di valutazione personalizzati alle PMI europee, con Unicredit (Italia) per fornire strumenti e servizi per le PMI italiane e con URICA per un'innovativa soluzione di assicurazione online collegata a una piattaforma di finanziamento.
Nel 2017, Euler Hermes e China Pacific Property Insurance Company hanno lanciato una joint venture di distribuzione in Asia, con sede a Shanghai.
Sempre nel 2017 sono state lanciate alcune iniziative nell’ambito della Digital Innovation:
- EH Sync, un portale dedicato alla rete intermediari Euler Hermes che consente di accedere ad una panoramica di informazioni utili sul portafoglio in gestione degli stessi;
- EH Digital Ventures, un fondo per investire direttamente o indirettamente in società innovative e principalmente in iniziative digitali in settori come: "BtoB finance", "rilevazione di frodi", "big data", "intelligenza artificiale".